# Страни борци у рату у Босни и Херцеговини
Рат у Босни и Херцеговини привукао велики број страних бораца и плаћеника из различитих земаља. Волонтери су долазили у рат из више разлога, укључујући верску или етничку припадност, али и због новца. Улгавном, Бошњаци су добили подршку од муслиманских земаља, Срби - од православних земаља, а Хрвати - од католичких земаља. Број, активности и значај страних бораца често су искривљени. Међутим, ниједна од ових група није чинила више од пет процената укупне живе снаге наведених војски.

## Бошњачка страна
Добровољни борци, који се колоквијално често називају "Босански муџахедини" углавном су долазили из Авганистана и арапских земаља, иако су муслимански добровољци стигли из целог света, укључујући Азију, Северну Африку и Европу.  Процењени бројеви су се веома разликовали, у зависности од извора, број се креће од 500 до 4.000. [a]
Војна ефикасност муџахедина је спорна. Иако бивши мировни преговарач САД на Балкану Ричард Холбрук рекао је у интервјуу да верује да Муслимани у БиХ не би преживели без помоћи страних бораца, будући да је у то време ембарго УН-а на оружје недвосмислено смањио борбене способности Владе Републике Босне и Херцеговине. Назвао је долазак муџахедина "уговором са ђаволом" од које Босна још увек опоравља. С друге стране, према генералу Стјепану Шиберу, етничком Хрвату највишег ранга у Армији БиХ, Туђман и Хрватска играли су кључну улогу у довођењу страних добровољаца са циљем да оправда учешће Хрватске у рату у Босни и Херцеговини и злочине које су починиле хрватске трупе. Иако председник Републике Босне и Херцеговине Алија Изетбеговић добровољце сматра вредним, знаком подршке Републици БиХ муслиманског света, очигледно су мало војно допринели и постају главни политички проблем.
Неки су у почетку стигли као радници хуманитарне помоћи, док су други избегавали кривичне пријаве у својим земљама или су били кривично гоњени због илегалног одласка у другу земљу и постајања војницима. У регион централне Босне стигли су у другој половини 1992. године. Од тог тренутка, ови борци су деловали независно, практично без координације са АрБиХ, до зиме 1993-94. године.
У почетку су страни муџахедини снабдевали људе храном и другим основним потрепштинама локално муслиманско становништво.
Понекад су покушали да регрутују неке локалне младиће, мада са ограниченим успехом, нудећи им војну обуку, униформу и оружје. Као резултат тога, придружили су им се неки мештани. Иако су ови странци узнемирили локалне муслимане.
Они који су пристали да се придруже опонашали су странце и у одећи и у понашању до те мере да је, понекад, према документацији Хашког трибунала на каснијим суђењима за ратне злочине, "било тешко разликовати две групе". Из тог разлога, Хашки трибунал је користио израз "муџахедини" без обзира ко се придружио јединици. Чим су почеле војне акције између АрРБиХ и хрватских снага (ХВО), учествовали су у неким сукобима. Први тренинг камп муџахедина налазио се у селуПољанице, поред села Мехурићи, општина Травник. Тамо основана муџахединска група обухватала је муџахедине из арапских земаља, као и неке мештане. Муџахедини из логора Пољарице такође су се настанили у градовима Зеница и Травник, а од друге половине 1993. године надаље у селу Орашац, такође смештеном у долини.
Да би успоставила одређену контролу и ред,  Влада Републике БиХ је 13. августа 1993. одлучила да укључи организоване стране добровољце у 7. муслиманску бригаду, познату као Ел-Муџахид. Хашки трибунал утврдио је да постоји један батаљон под називом "Ел Муџахид". Основала га је 13. августа 1993. године АрБиХ, која је одлучила да формира јединицу страних милитаната како би успоставила контролу над њима како је број страних добровољаца почео да се повећава. Јединица "Ел Муџахид" првобитно је везана за Армију Републике Босне и Херцеговине и снабдевали су је, иако су често деловали независно као посебна јединица. 
Након завршетка рата у Босни и Херцеговини у интервјуу америчком новинару 2005. године Џиму Лереру Холбрук је изјавио да је у земљи било више од 1.000 људи који су припадали онима које смо тада звали муџахедински борци за слободу. Сада знамо да је то била Ал-Каида. Никада раније нисам чуо ту реч, али знали смо ко су они. А ако погледате отмичаре 11. септембра, неки од ових отмичара су се обучили или борили у Босни. Ослободили смо их се и морали су да оду даље на исток, у Авганистан. Дакле, да није Дејтона, борили бисмо се против терориста дубоко у клисурама и пећинама централне Босне у срцу Европе". Два од пет отмичара авиона 11. септембра, пријатељи из детињства Калид Ал-Михдхар и Наваф Ал-Хазми били су босански муџахедини.

### Последице
Страни муџахедини морали су да напусте Балкан у складу са условима Дејтонског споразума 1995. године, али неки су остали. Амерички Стејт департмент и представник СФОР-а из војне обавештајне службе савезници су проценили да је 2001. године у Босни заправо остало и да је живело највише 200 бораца рођених у иностранству. У септембру 2007. године статус држављанства је поништен код 50 од тих појединаца. Од тада је још 100 особа ускраћено право да се квалификују за држављанство. Још 250 људи је било под истрагом, док је тело задужено за преиспитивање статуса држављанства страних добровољаца који су учествовали у рату у БиХ, укључујући хришћанске борце из Русије и западне Европе.
Током рата у БиХ документовани су случајеви у којима су јединице муџахедина починиле ратне злочине, укључујући убиства, мучење и одрубљивање главе српским и хрватским цивилима и војницима.
Током суђења Расиму Делићу судије су закључиле да је тужилаштво доказало да је више од 50 Срба заробљених током битке за Возућу убијено од стране муџахедина у кампу Каменица. Иако су се судије сложиле да је Делић имао ефикасну контролу над јединицом Ел муџахедина, био је ослобођен одговорности, јер је Хашки трибунал закључио да није имао довољно информација да их заустави. Такође је ослобођен оптужби да није спасио 24 Хрватска ратна заробљеника од погубљивања и рањавања муџахедина, јер Тужилаштво није успело да докаже да је већ заузео место начелника штаба АрБиХ, на коју је именован истог дана. Судије су закључиле да је тужилаштво доказало да су муџахедини од јула до августа 1995. године нехумано поступали са 12 српских ратних заробљеника који су држани прво у селу Ливада, а затим у логору Каменица, и убили троје од њих. Делић је осуђен на три године затвора због тога што их није зауставио. Ирачки муџахед Абдуладхим Мактуф осуђен је за отмицу хрватских цивила из Травника 1993. године. На крају је осуђен на три године затвора.
Међутим, истражитељи и тужиоци Хашког трибунала нису поднели оптужницу против њих, само су двојица команданата АрБиХ оптужена на основу одговорности команде. Оптужница за случајеве Амира Кубуре и Енвера Хаџихасановића (два официра АрБиХ) бавила су се бројним догађајима у којима су учествовали муџахедини, међутим тужиоци су на крају одбацили све оптужбе и они су на крају ослобођени свих тачака у вези са инцидентима који укључују муџахедине. Међутим, Хаџихасановић је одлежао две године јер је проглашен кривим за то што су трупе под његовом командом малтретирале затворенике. У одлуци су судије закључиле да су муџахедини одговорни за погубљење 4 Хрватска цивила у селу Милетићи у априлу 1993. године, нехумано поступање са ратним заробљеницима и убиство једног човека у логору Орашац у октобру 1993. године, наношење штете и вандализам манастира Гуча Гора у јуну 1993. године, као и цркве Светог Јована Крститеља у Травнику.
Према оптужници Расима Делића, у то време командујућег Главним штабомАРБиХ, након формирања 7. муслиманске бригаде 19. новембра 1992. године тужилаштво је покушало да докаже да је батаљон подређен у својој структури. Према саопштењу УН-а из 1995. године, батаљон је "директно зависио од босанског особља у питањима снабдевања" и "упутстава" током борби са српским снагама.
Ово питање постало је део два суђења Хашког трибунала за ратне злочине против горе поменутих Кубуре и Хаџихасановића на основу највише кривичне одговорности. Одлука судске коморе у случају Хашки трибунал против Енвера Хаџихасановића и Кубуре, команданта 3. корпуса АрБиХ-а и команданта 7. муслиманске бригаде 3. корпуса АрБиХ-а, судска комора је утврдила да страни муџахедини нису званично били део 3. корпуса или 7. бригаде АрБиХ-а. Сходно томе, Тужилаштво није успело да докаже сумње да су се страни муџахедини званично придружили АрБиХ-у и да су заправо били потчињени оптуженима Хаџихасановићу и Кубури.
На крају, коначна одлука Жалбеног већа Хашког трибунала у априлу 2008. године закључила је да однос између 3. корпуса АрБиХ на челу са Хаџихасановићем и одреда Ел Муџахид није однос потчињавања, већ је био близу отвореног непријатељства, јер је једини начин да се јединица контролише био да их нападне као да су засебна непријатељска сила.

### Пропаганда и политичке злоупотребе
Иако су српски и хрватски медији изазвали много контроверзи око наводних ратних злочина које је јединица починила, Међународни кривични суд за бившу Југославију није оптужио ниједног од ових страних добровољаца. Једини странац осуђен за ратне злочине био је шведски неонациста Џеки Арклев који се борио у хрватској војсци (прво га је осудио суд БиХ, а затим суд у Шведској). Према пресудама Хашког трибунала, српска пропаганда је ширила лажне информације о страним милитантима како би се запалила исламофобија мржња међу Србима. Након одбране Приједора српским снагама 1992. године, радио Приједор је ширио "српске националистичке идеје", називајући несрбе погрдним изразима као што су "муџахедини","усташе" или "зелене беретке" иако у то време у Босни и Херцеговини није било страних добровољаца. У пресуди у случају Миломира Стакића Хашки трибунал је закључио да су Миле Мутић, директор локалних новина "Козарски весник" и новинар Раде Мутић редовно су присуствовали састанцима са високим српским политичарима и локалним властима како би добили информације о следећим корацима за ширење пропаганде.
Још један пример пропаганде исламских светих ратника представљен је у пресуди Хашког трибунала Кордићу и Черкезу за ратне злочине и злочине против човечности извршене под вођством хрватске заједнице Херцег-Босна против муслиманских цивила. Према пресуди суда, Горњи Вакуф-Ускопље нападнут је од стране Хрватског савета одбране (ХВО) у јануару 1993. године, након чега је уследило снажно гранатирање града хрватском артиљеријом. Током преговора о прекиду ватре у седишту Горњем Вакуф-Ускопљу, пуковник Андрић, који представља ХВО, захтевао је од АрБиХ да положе оружје и признају ХВО-ову контролу над градом, претећи да ће, ако се не сложе, сравнити Вакуф са земљом. АрБиХ није прихватила захтеве ХВО-а, а напад се наставио, након чега су уследила масовна убиства Муслимана у суседним селима Бистрица, Узричје, Душа, Ждримци и Храсница. Кампања гранатирања и напада током рата довела је до стотина рањених и убијених, углавном цивила - Муслимана. Иако су Хрвати то често називали главним узроком напада на Вакуф како би оправдали нападе и масакре цивила, командант чете Бритбат УН тврдио је да у Вакуфу није било муслиманских "светих ратника" и да их његови војници нису видели.
Са напретком Исламске државе, савремени примери у 2014. години заслужују пажњу када су високи јавни и политички актери и државни службеници били умешани у овековечење неутемељених изјава попут аустријског министра спољних послова (после канцелара) Себастијана Курца, председника Чешке Милоша Земана или председнице Хрватске Колинде Грабар-Китаровић, која је 2017. године изјавила да је "Босна и Херцеговина центар исламског тероризма са више од 10.000 наоружаних исламиста". Ова изјава навела је хрватске медије да усвоје наратив о наводним "терористима у Босни" као сталну тему у то време, чак идући толико далеко да бацају оружје у џамије да би набавили доказ наводног пораста броја "исламиста" у Босни.
Такве изјаве одбациле су муслимански званичници из БиХ и локалне исламске верске власти, а  министар безбедности БиХ Драган Мектић (етнички Србин) био је најгласнији, чак је и медијима рекао да постоји могућност да парасекретне службе организују лажни терористички акт како би легитимисале лажне тврдње о повећаном исламском радикализму у Босни.

## Хрватска страна
Хрвати су добили подршку од Хрватске и хрватске војске, борили су уз локалне снаге Хрватског савета одбране (ХВО). Међу неким спољним борцима били су британски волонтери, као и други из католичких земаља који су се борили као добровољци. Албански, холандски, шпански, ирски, пољски, француски, шведски, мађарски, норвешки, канадски и фински добровољци су организовани у хрватску 103. (међународну) пешадијску бригаду. Британци, Французи, Чеси, Канађани служили су у 108 ХВО бригади; и постојала је група Француза "група Jacques Doriot".
Многи крајње десничарски добровољци из Западне Европе, углавном из Немачке, придружили су се Хрватским одбрамбеним снагама (HOS). Иако су Руси углавном волонтирали на страни Срба, мала неонацистичка јединица Верволфа борила се на страни Хрвата.
Швеђанин Џеки Арклев борио се у Босни, а касније и по повратку у Шведску, оптужен је за ратне злочине. Касније је признао да је починио ратне злочине против муслиманских цивила у хрватским логорима Хелиодром и Дретељ као члан хрватских снага.

## Српска страна
Војска Републике Српске примила је добровољце из православних хришћанских земља као што су Русија и Грчка. Међу њима су биле стотине Руса, око 100 Грка, као и неколико Украјинаца и Румуна.  Поред православних добровољаца, на српској страни су учествовали и пољски добровољци. Документован је и један јапански добровољац, Јон Фон Лу. Према документима МТБЈ, број добровољаца из Русије, Грчке и Румуније који су се борили на страни ВРС, био је између 500 и више од 1.500 људи. Друге процене се разликују у зависности од извора, према неким проценама од 529 до 614, други тврде да је тај број више од 1.000 добровољаца из православних земаља. Мајкл Инес пише да се ВРС у априлу 1994. састојао од 100.000 људи, од којих је 1.000-1.500 било плаћеника из Русије, Украјине и Бугарске. Новинарка Лиљана Булатовић тврдила је да је током рата погинуло 49 Руса. Михаил Поликарпов, историчар и учесник рата, навео је стотине руских војника, од којих је око 40 умрло, а 20 рањено. Ови грчки и руски плаћеници борили су се за 200 немачких марака месечно.
Главне руске снаге састојале су се од две организоване јединице познате као РДО-1 и РДО-2 (РДО означава "Руски добровољачки одред"), којима су командовали Јуриј Бељајев и Александар Загребов. РДО-2 био је познат и као "краљевски вукови" због монархистичких ставова његових бораца. Друга јединица руских добровољаца састојала се од стотина Козака, позната као "Прва козачка стотина". Све ове јединице деловале су углавном на истоку Босне заједно са ВРС снагама од 1992.до 1995. године.
У мају 1995. Херцеговачки корпус ВРС намеравао је да организује сопствену међународну бригаду у источној Босни, која је имала између 150 и 600 људи.
Најистакнутији инцидент који укључује Грчке добровољачке гарде, организован је у марту 1995. године од око 100 војника. Извештавано је да су учествовали у убиствима код Сребренице, када је у Сребреници подигнута грчка застава након што је град заузет од стране Срба.

## Значајни људи
- Абделкадер Мохтари, Алжирац, муџахедин
- Карим Саид Атмани, Мароканац, муџахедин
- Абу Каир ал-Масри, Египћанин, муџахедин
- Калид Ал-Михдхар, Саудијац, муџахедин
- Џеки Арклев, Швеђанин, ХВО
- Роланд Бартецко, Немац, ХВО, ОВК
- Томас Кроули, Ирац, ХОС
- Жан-Мишел Николај, Француз, ХОС †
- Игор Гиркин, Рус, ВРС